# Brian Udaigwe
Brian Udaigwe (Tiko, 19 de julho de 1964) é um diplomata e prelado camaronês da Igreja Católica com atuação na Nigéria, pertencente ao serviço diplomático da Santa Sé.

## Biografia
Em 13 de abril de 1991 foi ordenado diácono e em 2 de maio de 1992 recebeu a ordenação presbiteral, sendo incardinado na Diocese de Orlu, na Nigéria.
É licenciado em direito canônico e licenciado pela Pontifícia Academia Eclesiástica em 1994, para fazer parte do Serviço Diplomático da Santa Sé, ao qual ingressou em 1 de julho de 1994.
Atuou nas representações pontifícias no Zimbábue, Costa do Marfim, Haiti, Bulgária, Tailândia e Grã-Bretanha.
É fluente, além do inglês e francês nativos, em italiano, alemão e espanhol.
Em 22 de fevereiro de 2013 foi nomeado arcebispo titular de Suelli e núncio apostólico pelo Papa Bento XVI. Em 8 de abril de 2013 foi nomeado núncio apostólico para o Benim pelo Papa Francisco.
Recebeu a ordenação episcopal em 27 de abril de 2013, na Basílica de São Pedro, por Tarcisio Bertone, S.D.B., Cardeal Secretário de Estado, coadjuvado pelos cardeais Marc Ouellet, P.S.S., prefeito da Congregação para os Bispos e Fernando Filoni, prefeito da Congregação para a Evangelização dos Povos.
Foi nomeado também núncio apostólico no Togo em 16 de julho de 2013.
Em 13 de junho de 2020, foi transferido para a nunciatura apostólica no Sri Lanka.
Em 12 de abril de 2025, foi transferido para a nunciatura apostólica da Etiópia.